# Music Academy of the West
Die Music Academy of the West (deutsch Musikakademie des Westens) ist eine Sommerakademie in Montecito im Santa Barbara County, Kalifornien für talentierte junge Musiker. Qualifizierte Bewerber erhalten ein volles Stipendium.

## Beschreibung
Die Akademie ist Veranstalter eines achtwöchigen Musikfestivals, in dem unter der Leitung berühmter Komponisten, Dirigenten und Musikern Seminare und Konzerte stattfinden. Das Festival vergibt jährlich Leistungsstipendien an rund 140 junge Musiker, die am Beginn ihrer professionellen Laufbahn stehen. Die Altersgrenze liegt bei 27 Jahren für Streicher und bei 34 Jahren für alle anderen Musiker. Die angebotenen Studienprogramme sind aufgeteilt in: Solo-Klavier, Gesang, Gesang mit Klavierbegleitung, Klavier mit Instrumentalbegleitung und in: Streicher, Holz- und Blechbläser, Harfe und Schlagwerk.

## Geschichte
Die Musikakademie wurde 1947 von Mäzenen und Musikern aus Südkalifornien gegründet, darunter die deutschen Sopranistin Lotte Lehmann, Dirigent Otto Klemperer und der österreichische Komponist Arnold Schönberg, die in den 1930er Jahren auf der Flucht vor dem Regime der Nazis nach Amerika ausgewandert waren. Zu den ersten Förderern von Stipendien zählten die Sänger und Schauspieler Jeanette MacDonald und Nelson Eddy, der Geiger Jascha Heifetz und der Filmproduzent Darryl F. Zanuck.
Von 1954 bis 1980 war Maurice Abravanel Musikdirektor der Akademie. Lotte Lehmann war die erste Leiterin der Sparte Gesang, gefolgt von Martial Singher von 1962 bis 1981. Von 1997 bis 2018 wurde das Gesangsprogramm von Marilyn Horne geleitet.
Seit 2010 veranstaltet die Akademie jährlich den Marilyn Horne Song Competition Wettbewerb, der zuvor unter dem Namen Marilyn Horne Foundation Vocal Competition bekannt war.
Im Jahr 2014 begann die Akademie eine vierjährige Bildungspartnerschaft mit den New Yorker Philharmonikern. Im Rahmen der Zusammenarbeit lehrten Musikdirektor Alan Gilbert und Mitglieder des Orchesters ausgewählte Studenten in Santa Barbara und New York City. Im Jahr 2018 begann eine Partnerschaft mit dem London Symphony Orchestra.
Seit 2017 verwendet die Akademie ausschließlich Klaviere von Steinway.

## Fakultät und Gastlehrer
Bekannte Gastlehrer und Fakultätsmitglieder waren unter anderem: Thomas Adès, Jeanne Baxtresser, Ernest Bloch, Carol Burnett, Roy Harris, Daniel Hope, Marilyn Horne, Jerome Lowenthal, Darius Milhaud, Roman Totenberg, Rosalyn Tureck und Deborah Voigt.

## Ehemalige Studenten
Unter den Studenten der Akademie waren: Burt Bacharach, Grace Bumbry, Juan Diego Flórez, Thomas Hampson, Megan Marie Hart, Marilyn Horne, David Shifrin und Nadine Sierra.